# Wegwielrennen op de Paralympische Zomerspelen 2020 - Tijdrit vrouwen T1–2
De tijdrit vrouwen T1–2 bij het wegwielrennen tijdens de XVIe Paralympische Zomerspelen, vond plaats op de Fuji Speedway een racecircuit in de Japanse prefectuur Shizuoka. Deze combinatieklasse (T1–2) onder classificatie T is voor fietssters die een beperkt evenwichtsgevoel hebben, en daarom gebruik maken van een driewieler. Om de competitie tussen de twee klassen eerlijk te houden is er gebruik gemaakt van een rekenmodel. 

## Uitslag
| #      | renster               | renster | Klasse | Orginele tijd | Berekende tijd | Berekende tijd |
| ------ | --------------------- | ------- | ------ | ------------- | -------------- | -------------- |
| Goud   | Jana Majunke          | GER     | T2     | 36:06.17      | 36:06.17       |                |
| Zilver | Carol Cooke           | AUS     | T2     | 36:38.46      | 36:38.46       |                |
| Brons  | Angelika Dreock-Käser | GER     | T2     | 36:53.88      | 36:53.88       |                |
| 4      | Jill Walsh            | USA     | T2     | 37:24.20      | 37:24.20       |                |
| 5      | Eltje Malzbender      | NZL     | T1     | 44:57.21      | 38:52.55       |                |
| 6      | Marie-Ève Croteau     | CAN     | T2     | 39:45.55      | 39:45.55       |                |
| 7      | Monica Sereda         | USA     | T2     | 40:48.12      | 40:48.12       |                |
| 8      | Shelley Gautier       | CAN     | T1     | 47:33.05      | 41:07.32       |                |
| 9      | Yulia Sibagatova      | RPC     | T1     | 56:56.11      | 49:14.25       |                |
| 10     | Toni Mould            | RSA     | T1     | 1:02:11.37    | 53:46.89       |                |
| 11     | Aikaterini El Latif   | GRE     | T2     | 58:13.66      | 58:13.66       |                |

Berekening Factors
T1 – 86.480
T2 – 100.00